# Селенге (сомон)
Селенге — (монг. Сэлэнгэ) сомон аймаку Булган, Монголія. Територія 4,9 тис. км², населення 3,5 тис. Центр — селище Інгегтолгой знаходиться на відстані 131 км від Булгану та 400 від Улан-Батора. Є школа, лікарня, культурний, сфера обслуговування, туристичні бази, музеї.

## Рельєф
Гори Бутеел, Хантай, Муст, Жаргалант, Інгег. Окрім того територією сомону протікають річки Селенге, Харайх, Шаварт, Таріат, Інгет, Зелтер, Азарга. Річки багаті рибою, по Селензі ходять невеликі судна

## Клімат
Різкоконтинентальний клімат. Середня температура січня -20 градусів, липня +18 градусів. Протягом року в середньому випадає 300—350 мм опадів.

## Тваринний світ
Водяться ведмеді, олені, кабани, лисиці, корсаки козулі та інші.